# Gà có mào

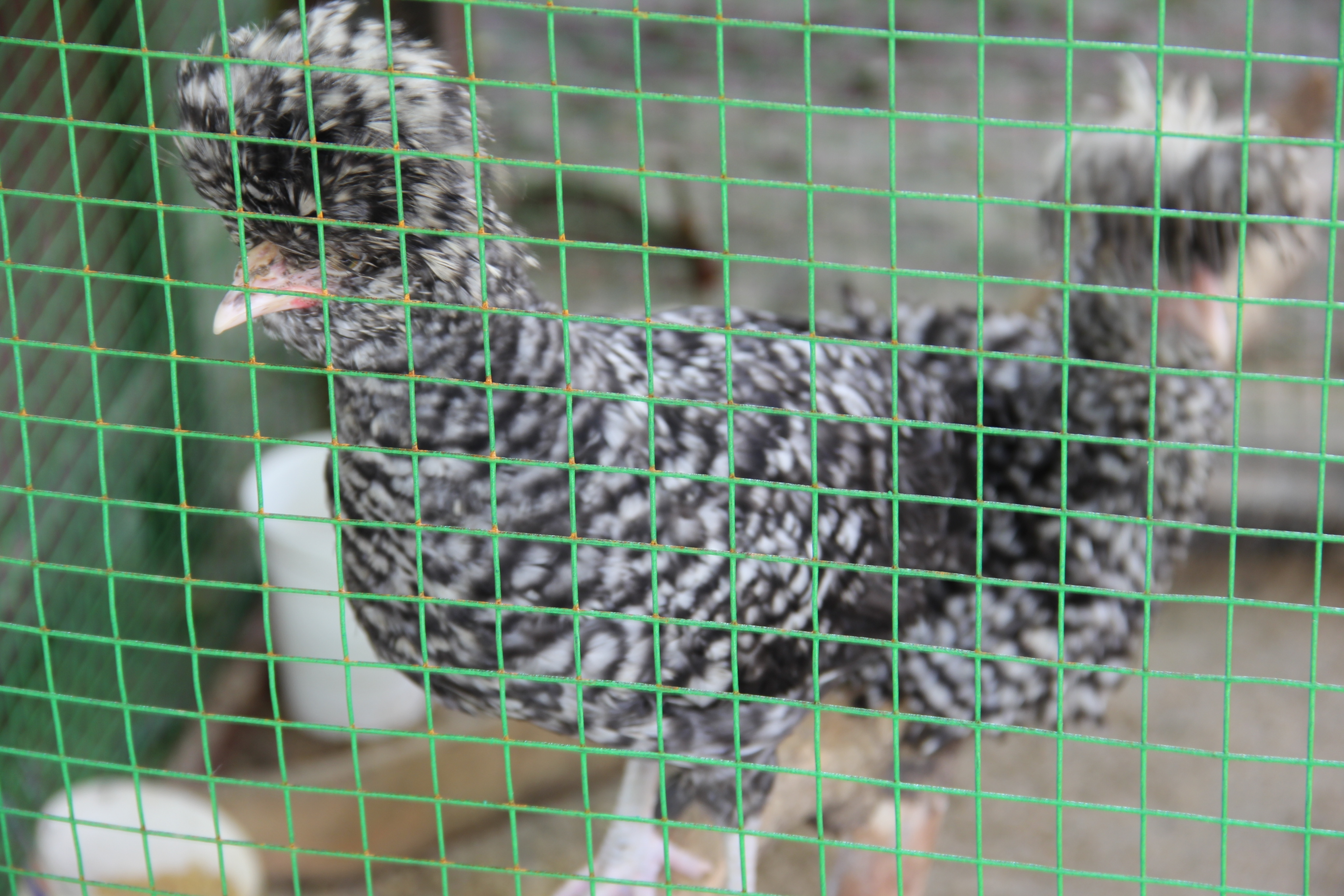
Gà Quý Phi Việt Nam đang được trưng bày tại Khu du lịch Đại Nam, chúng thuộc nhóm giống gà có mào chứ không phải là mồng

Gà có mào (Crested chickens) là một nhóm giống gà cảnh đặc biệt, chúng có đặc điểm là trên đỉnh đầu có một chùm lông dài (gọi là "mào") thay vì trên đầu là cái mồng như thường lệ. Các cuộc khai quật ở Anh đã chứng minh sự hiện diện của các con gà có mào là vào thời La Mã. Những hình ảnh đầu tiên về những con vật này có thể được tìm thấy trên các bức tranh nông thôn của Hà Lan vào thế kỷ 17. Sau cuộc triển lãm chăn nuôi gia cầm phát triển ở Châu Âu và Bắc Mỹ vào thế kỷ 19, một số giống gà có mào cổ xưa đã được biết đến rộng rãi.
Gà có mào gốc có nguồn gốc từ Hà Lan, Pháp, Ý, Ba Lan, Nga, và ở Tây Balkan. Ngoài những giống gà này, gà có mào còn được tìm thấy ở Châu Phi và Iceland. Sự phát triển của mào lông dựa trên đột biến "Crest" (Cr). Sự di truyền của nó là trội không hoàn toàn trên nhiễm sắc thể thường. Điều này có nghĩa là, các con vật đồng có hợp tử nhưng cũng có dị hợp tử đều có mào, tuy nhiên, biểu hiện rõ ràng hơn ở các động vật đồng hợp tử. Lông đầu của nhiều giống gà như gà Ba Lan, có thể được cho là do dị dạng hộp sọ, được gọi là thoát vị não hoặc sọ vòm. Các cuộc điều tra sinh học thần kinh cho thấy dị tật này làm thay đổi giải phẫu não mà không liên quan đến chức năng nào. 

## Các giống
- Gà Annaberg
- Gà Brabanter
- Gà Breda hay là gà Kraaikop
- Gà Miến Điện (Burma chicken)
- Gà Legbar có mào (Crested Cream Legbar)
- Gà Crèvecœur
- Gà Owlbeard
- Gà Ba Lan
- Gà Quý Phi
- Gà Kosovo
- Gà Padovana
- Gà Polverara
- Gà Pavlov hay gà Pavlovskaya
- Gà Posavska kukumasta kokoš
- Gà có mào Ukraina
- Gà Appenzeller Spitzhauben
- Gà Sultan